# Minh Vượng
Nguyễn Minh Phượng, thường được biết đến với nghệ danh Minh Vượng (sinh ngày 1 tháng 8 năm 1958) là một nữ diễn viên, nghệ sĩ ưu tú người Việt Nam ở Hà Nội.

## Tiểu sử
Minh Vượng là con thứ hai trong một gia đình có sáu anh chị em tại khu lao động nghèo ở Lương Yên, quận Hai Bà Trưng, Hà Nội. Minh Vượng được xem nhiều thể loại vở diễn trên sân khấu tại sân chiếu bóng Lương Yên, bà đã ước mơ được làm diễn viên trên sân khấu từ nhỏ. Năm 1959, gia đình bà chuyển về khu tập thể Nhà máy rượu Hà Nội, bố mẹ, anh chị em bà đều làm công nhân tại đây. Năm 1968, bà học Trung học cơ sở tại trường Lương Yên B, Hà Nội. 

## Sự nghiệp
Năm 1973, Minh Vượng thi đỗ vào Đoàn chèo Hà Nội, nhưng gia đình không cho theo học. Tiếp đó, bà thi đỗ vào Đoàn kịch nói Tổng cục Hậu cần, nhưng lại không theo học vì sợ bị cắt hộ khẩu. Tháng 4 năm 1974, bà thi đỗ vào Khoa Kịch nói, trường Nghệ thuật Hà Nội do được Nghệ sĩ nhân dân Quỳnh Nga đánh giá cao trong phần đóng tiểu phẩm. Năm 1978, tốt nghiệp trường Nghệ thuật Hà Nội, Minh Vượng công tác tại Nhà hát Kịch Hà Nội nhưng không được diễn ngay do hạn chế về ngoại hình. Năm 1980 Minh Vượng diễn vai đầu tiên, bà vào vai một cụ bà nông thôn 80 tuổi trong vở "Hà Mi của tôi" Nghệ sĩ nhân dân Doãn Hoàng Giang làm đạo diễn và được đánh giá cao trong Hội diễn Sân khấu Kịch nói toàn quốc năm đó. Sau những khởi đầu tốt đẹp, Minh Vượng được tham gia tiếp các vai diễn: Bà mối trong vở kịch “Già kén”, Kiều Nhung trong vở “Vợ chồng dởm”. Hai vai diễn này đã giúp Minh Vượng lập hai Huy chương vàng trong vòng một ngày tại Hội diễn sân khấu kịch nói toàn quốc năm 1991, gây tiếng vang lớn. Bà cũng đóng vai người mất gà trong phim ngắn Xét xử tài tình của loạt phim Cổ tích Việt Nam do Hãng phim Phương Nam thực hiện sản xuất năm 1996.
Sau này, Minh Vượng tham gia một số bộ phim truyền hình và nhiều tiểu phẩm hài trong chương trình “Gặp nhau cuối tuần” và “Gặp nhau cuối năm”. Từ năm 2006, bà thường dạy học ở những trung tâm đào tạo nghệ thuật, diễn viên để truyền lại kinh nghiệm biểu diễn; bên cạnh đó, bà còn cộng tác với nhiều trường mầm non, dạy các bé kỹ năng sống, cũng như biểu cảm ngôn ngữ.
Ngoài vai trò là diễn viên hài kịch, Minh Vượng còn làm giảng viên khoa sân khấu của trường Cao đẳng nghệ thuật Hà Nội, bà còn trực tiếp làm đạo diễn và diễn viên chính trong bộ phim truyền hình “Lời phời phiêu lưu ký” năm 2012.
Năm 2012, bà nghỉ hưu xin vào công tác tại Nhà hát Chèo Hà Nội, tham gia dàn dựng một số số vở như: Quả táo thần, Ăn khế trả vàng...

## Sân khấu

### Kịch
- Hà Mi của tôi (đạo diễn Doãn Hoàng Giang).
- Bản tình ca màu xanh.
- Cô gái đội mũ nồi xám (kịch bản Lưu Quang Vũ)
- Già kén
- Vợ chồng dởm
- Vợ giỏi dạy chồng ngu
- Tây du học
- Hoa hậu xóm liều
- Xuân nhớ vợ - Hài kịch - với Nhật Cường

### Sự kiện
Festival Áo dài Hà Nội 2016   - Người mẫu - bộ thiết kế của Lan Anh

## Tác phẩm

### Điện ảnh
- Cỏ lau trong vai Vợ của Nhỉ

### Phim, kịch
| Năm       | Chương trình                 | Vai diễn                                                 | Định dạng            | Ghi chú |
| --------- | ---------------------------- | -------------------------------------------------------- | -------------------- | ------- |
| 1997      | Chuyện vặt gia đình          |                                                          | Điện ảnh truyền hình | VTV     |
| 1997      | Điều không nhận thấy         | Bà Vĩnh                                                  | Điện ảnh truyền hình | VTV3    |
| 1997      | Bong bóng lên trời           | Cô Vượng                                                 | Điện ảnh truyền hình | VTV3    |
| 1997      | Ảo ảnh trắng                 | Bà Đồng                                                  | Phim dài tập         | VTV1    |
| 1998      | Của hàng Lo-pa               | Đoành Tũn                                                | Điện ảnh truyền hình | VTV3    |
| 1998      | Chuyện ngoài sân cỏ          | Bà Phú                                                   | Điện ảnh truyền hình | VTV3    |
| 1998      | Nhịp cầu hạnh phúc           |                                                          | Phim ngắn tập        | VTV1    |
| 1999      | Lên giời                     | La Thị Mây                                               | Điện ảnh truyền hình | VTV3    |
| 1999      | Những người săn lùng cái đẹp |                                                          | Điện ảnh truyền hình | VTV3    |
| 2000      | Chạy nhanh lên               |                                                          | Điện ảnh truyền hình | VTV3    |
| 2000-2006 | Gặp nhau cuối tuần           |                                                          | Hài kịch             | VTV3    |
| 2003 -    | Gặp nhau cuối năm (Táo Quân) | Táo Kinh Tế,Táo Cơ Chế,Táo Đời sống, Táo Hưu trí, ...v.v | Hài kịch             | VTV3    |
| 2006      | Mái nhà xuân                 | Vợ Bình                                                  | Điện ảnh truyền hình | VTV1    |
| 2007      | Biên kịch nghiệp dư          | Vợ Đại Đồng                                              | Điện ảnh truyền hình | VTV1    |
| 2009-2010 | Bộ tứ 10A8                   | Bà ngoại                                                 | Sitcom               | VTV3    |
| 2017      | Cả một đời ân oán            | Bà Hến                                                   | Phim dài tập         | VTV3    |
| 2018      | Gia đình 4.0,                | Ma ma Tươi                                               | Sitcom               | VTV2    |
| 2018      | Mẹ ơi, bố đâu rồi?           |                                                          | Phim dài tập         | VTV3    |
| 2019      | Nàng dâu order               | Bà Loan                                                  | Phim dài tập         | VTV3    |
| 2020      | Trở về giữa yêu thương       | Bà Vui                                                   | Phim dài tập         | VTV1    |
| 2020      | Chung cư loạn truyện         |                                                          | Sitcom               | VTV3    |
| 2022      | Sao phải xoắn                |                                                          | Sitcom               | VTV3    |

### Thể loại khác
- Kịch truyền thanh dài kỳ Khát vọng sống của VOV.
- Kịch truyền thanh Xin chờ hồi kết của VOV.

### Chương trình truyền hình
| Năm  | Chương trình                    | Vai trò    | Cùng với   | Ghi chú |
| ---- | ------------------------------- | ---------- | ---------- | ------- |
| 2009 | Chắp cánh thương hiệu (tháng 3) | Người chơi | Hiệp gà    | VTV     |
| 2019 | Vì bạn xứng đáng (tháng 9)      | Người chơi |            | VTV     |
| 2019 | Ký ức vui vẻ (tập 2)            | Khách mời  | Thanh Bạch | VTV     |

## Giải thưởng
- Huy hiệu Chiến sĩ Trường Sa (Do Bộ Tư lệnh Hải quân trao tặng nhân dịp biểu diễn tại đảo Trường Sa Lớn năm 2010)[3].

## Câu nói
| “ | Sức khỏe của tôi thì làng nhàng, phải biết chấp nhận sống chung với “lũ” thôi. Tôi quan niệm rằng cái vui của mình cũng chưa phải cái vui nhất, nỗi buồn của mình cũng chưa phải cái buồn nhất, bệnh tật của mình vẫn còn thuốc, vẫn còn chữa thì đấy vẫn là hạnh phúc. Nhiều người mắc bệnh nan y mà không có thuốc chữa nhưng họ vẫn vượt lên để sống được, huống hồ gì là tôi, vậy nên tôi cứ "hồn nhiên" sống chung với "lũ". Tôi là người lạc quan, tôi phải cảm ơn cuộc sống này vì đã cho tôi cái nghề được nói, biết tiết chế cảm xúc của mình... Ở những góc tối, tôi cũng buồn, cũng cô đơn nhưng nhờ có sự động viên vô giá đấy mà mình vẫn lạc quan, vượt lên nỗi buồn của chính mình và lại tiếp tục cống hiến. | ” |

| “ | Thà mình hy sinh vì sự nghiệp còn hơn là yêu một người quá rồi không bỏ được nhau, họ sẽ thiệt thòi về đường con cái. Chính vì vậy, một cái khổ mình mình chịu, kiếp sau mình sẽ đẻ thật nhiều con để bù. | ” |

| “ | Ông trời đã sinh ra tôi làm nghề này, tôi không oán trách và bằng lòng với những gì tôi đang có. | ” |

| “ | Tôi yêu sự trong sáng, sự trung thực ở trẻ em vô cùng, các em không hề biết nói dối. Vui nhất là trẻ em coi tôi là bạn thân, bạn tri kỷ để tâm sự. Chính các em đã cho tôi được trẻ mãi không già, là nghệ sĩ của tuổi thơ, mãi được sống trong thế giới trong sáng và hồn nhiên. Tuổi già đang sầm sập gõ cửa nhà tôi và chính các em đã là những người giúp tôi sống trẻ trung, sôi nổi. | ” |

## Gia đình
Minh Vượng là con thứ hai trong một gia đình có sáu anh chị em. Hiện tại bà không kết hôn. Bà sống tại khu tập thể Bách Khoa cùng một người chị có nhiều điểm chung vốn là một người bạn thân thiết.